# Tatjana Hüfner
Tatjana Hüfner (n. 30 aprilie 1983, Neuruppin, Brandenburg, Germania) este o sportivă ce a reprezentat Germania, medaliată olimpică. A participat la 3 ediții ale Jocurilor Olimpice (2006, 2010, 2014) în care a câștigat o medalie de aur, o medalie de argint și o medalie de bronz.